# Medaille für besondere Dienste zur Verteidigung der Staatsordnung
Die Medaille für besondere Dienste zur Verteidigung der Staatsordnung (rumänisch Medalia Pentru servicii deosebite aduse in apǎrarea orânduirii de stat) war eine staatliche Auszeichnung der Sozialistischen Republik Rumänien. Die Stiftung erfolgte am 26. Januar 1953 durch das Dekret 39 des Staatsrates (Consiliul de stat). Die Veröffentlichung der Statuten erfolgte im rumänischen Staatsanzeiger (Buletinul oficial) Nr. 3. Die einklassige Medaille konnte an wehrdienstleistende Sergeanten, Offiziere und andere Angestellte des Innenministeriums verliehen werden:
- für Tapferkeit und Selbstlosigkeit im Kampf
- für mutige und gut geführte Operationen im Bereich der Vorbeugung oder Aufdeckung von Verbrechen
- für hervorragende Führung der Fangaktionen von Verbrechern
- für gute Zusammenarbeit der Sicherheits- und Milizorgane im Kampf gegen Verbrechen
- für die Verteidigung der Staatsordnung
- für makellosen Dienst in den Sicherheits- und Milizorganen

## Aussehen und Trageweise
Das Avers der silberfarbenen Medaille zeigt das Staatswappen der Volksrepublik sowie darunterliegend die Majuskel R.P.R., ab 1966, dann RSR. Das Revers der Medaille zeigt einen fünfstrahligen Stern sowie die darunter liegende fünfzeilige Inschrift: PENTRU SERVICII DEOSEBITE ADUSE In APARAREA ORANDUIRII DE STAT
Getragen wurde die Medaille an der linken Brustseite des Beliehenen an einem blauen Band mit zwei 4 mm breiten Seitenstreifen sowie einem 1 mm breiten Mittelstreifen an einer pentagonalen Spange.